# Ödipussi
Ödipussi (auch: Loriots Ödipussi) ist eine deutsche Filmkomödie aus dem Jahr 1988 von und mit Loriot. Sie war die erste (von zweien), in denen er die Hauptrolle spielte, Regie führte und das Drehbuch schrieb. Der Titel ist ein Wortspiel mit dem von Freud beschriebenen Ödipuskomplex und dem Kosenamen „Pussi“, den der Protagonist von seiner Mutter im Spielfilm erhält. Die oft vermutete Anspielung auf den Titel des James-Bond-Films Octopussy wurde von Loriot verneint.

## Handlung
Paul Winkelmann (56) ist Geschäftsführer des Stoff- und Möbelgeschäftes Winkelmann & Sohn, das er nach dem Tod seines Vaters weiterführt. Er lebte bislang unter der Obhut seiner Mutter Louise, die ihn umsorgt wie ein Kind und nicht verstehen kann, warum sich ihr Sohn eine eigene Wohnung genommen hat. Eines Tages erscheint die Diplom-Psychologin Margarethe Tietze (40) als Kundin in seinem Möbelgeschäft. Er entwickelt Interesse für ihren Beruf und hat die Idee, mit ihr zusammenzuarbeiten.
Nach ersten schüchternen Annäherungsversuchen und ein paar zunächst beruflichen Treffen kommen sich die beiden romantisch unerfahrenen und unsicheren Personen allmählich näher, und Margarethe stimmt nach anfänglichem Zögern zu, Paul auf eine Geschäftsreise nach Italien zu begleiten.
Pauls Mutter ist von Anfang an nicht begeistert über seinen Kontakt zu Margarethe und sichtlich eifersüchtig, was sich nach Pauls Wiederkehr aus Italien noch verstärkt. Sie hat in sein Zimmer inzwischen einen Untermieter einziehen lassen, was Paul wiederum gar nicht gefällt.
Schließlich sind Margarethe und ihre Eltern bei Paul und seiner Mutter zu Gast, zuvor war Paul bei Margarethes Eltern zu Besuch. Pauls Mutter gibt den Gästen zu verstehen, dass sie Margarethe für eine Prostituierte hält, die einen „Massagesalon“ betreibe. Anschließend gibt sie eine Gesangsnummer zum Besten, die bei den wegen der Anschuldigungen aufgebrachten Gästen jedoch nicht gut ankommt, weshalb sie mittendrin abbricht. Während Margarethes Eltern gehen, bleibt Margarethe mit Paul zu zweit zurück, sichtlich zum Missfallen von dessen Mutter.
Der Film endet mit einer Autofahrt, mit Paul und Margarethe auf der Rückbank und Mutter Winkelmann am Steuer. Als die beiden Anstalten machen, einander zu küssen, unterbricht sie Mutter Winkelmann, worauf Paul ihr den Hut übers Gesicht zieht. Sie kommen von der Straße ab. Aus der Vogelperspektive ist schließlich zu sehen, wie der Wagen über Feld und Wiesen fährt und ein Waldstück durchquert.

## Produktion
Ödipussi wurde zwischen dem 14. September und dem 20. November 1987 gedreht. Hauptdrehort war West-Berlin. So befindet sich die Villa, die als Wohnhaus der Winkelmanns fungierte, in der Ringstraße in Berlin-Lichterfelde. Weitere Drehorte waren Mailand, das Hotel Columbia in Genua (in Betrieb von 1929 bis 1989, heute Universitätsbibliothek der Universität Genua), S. Margherita Ligure, das Hotel Imperiale in Portofino und die Bavaria Ateliers in München.
Bei der Revue-Nummer Meine Schwester heißt Polyester handelt es sich um eine mit neuem deutschem Text versehene Fassung des Henry-Mancini-Titels Le Jazz Hot vom Soundtrack zu der Blake-Edwards-Komödie Victor/Victoria aus dem Jahr 1982.
Die am Klavier von Herrn Weber begleitete Gesangseinlage von Louise Winkelmann besteht aus dem Lied Juchhe! von Johannes Brahms (Opus 6 Nr. 4, aus den Sechs Gesängen für eine Sopran- oder Tenorstimme, Text nach dem gleichnamigen Gedicht von Robert Reinick).
Beim roten Auto, welches im Film öfter auftaucht, handelt es sich um einen Nissan Sunny N13 4-Türer (Vorfacelift) mit Dachgepäckträger und Zubehör-Alufelgen.
Premiere hatte der Film am 9. März 1988 um 17 Uhr im Kosmos-Kino in Ost-Berlin und um 20 Uhr im Gloria-Palast in West-Berlin. Bei beiden Veranstaltungen war Loriot zugegen. Seine Bücher waren in der DDR gedruckt worden und er, der aus Brandenburg an der Havel stammte, hatte mit Hamann in Ostdeutschland eine Reihe von Lesungen gehalten. Es war die einzige Uraufführung eines Films im geteilten Deutschland, die in beiden Landesteilen am selben Tag stattfand.
Zum Film erschien ein Buch, das neben dem Drehbuch auch Bilder vom Dreh enthält.
Die Erstausstrahlung im deutschen Fernsehen war am 30. September 1990 um 20.20 Uhr in der ARD. Als Blu-ray wird der Film von Warner Home Video vertrieben.

## Nachwirkung
In der Bundesrepublik sahen den Film 4.612.801 Kinobesucher.
In Otto – Der Außerfriesische haben Loriot und Katharina Brauren in den Rollen von Paul Winkelmann und seiner Mutter einen kurzen Cameo-Auftritt.

## Auszeichnungen
- Der Film wurde für seinen kommerziellen Erfolg 1988 mit einer Goldenen Leinwand ausgezeichnet.

## Kritiken
Die Kritiken fielen gemischt, aber mehrheitlich positiv aus – während kritisiert wurde, dass der Film nicht die Tiefgründigkeit von Loriots TV-Sketchen erreiche, wurden das Niveau der Gags und die Leistungen der Darsteller gelobt. Auf IMDb erhielt der Film eine Durchschnittswertung von 7,5 Sternen.

„Es entwickelt sich eine Liebesgeschichte mit absurdesten Situationen voller hintergründigen Humors. Gelungenes Kinodebüt Loriots, das jedoch nicht die Brillanz seiner Fernseh-Sketche erreicht.“

„Die hübsche, aber wenig tiefgründige Geschichte bildet kaum mehr als den roten Faden in dem Film, der in den einzelnen Szenen weitgehend selbständige Kabinettstückchen des Humors bietet und durch die Fülle komischer Einfälle und die bis ins kleinste Detail präzise ausgeführten Gags besticht.“

„Als erfolgreichster deutscher Film des Jahres 1988 bewies Ödipussi die altbekannte Tatsache, daß vertraute Witze immer noch am besten ziehen.“

„Heraus kam nicht immer gelungener Slapstick, kein Vergleich zu Loriots großen Sketchen. Neben ihm überzeugt allerdings seine Sketch-Dauerpartnerin Evelyn Hamann.“

„In seinem Kino-Erstling spielt Loriot […] den neurotischen Paul mit dem linkischen Charme, für den ihn das Publikum bereits in seinen TV-Auftritten liebte. Trotz genialer Gags kann der Film nicht verbergen, dass der Witz der Loriot-Sketche auch in der Kürze liegt. Fazit: Loriot bleibt sich treu: schräg und geistreich.“